# Frank Duff

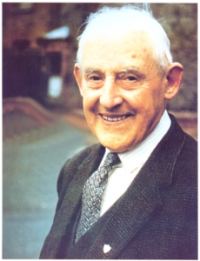
Frank Duff

Frank Duff (ur. 7 czerwca 1889 w Dublinie; zm. 7 listopada 1980 tamże) – irlandzki Sługa Boży Kościoła katolickiego. 

## Życiorys
Miał dwóch braci i pięć sióstr, jego rodzice byli urzędnikami państwowymi. Uczył się w szkole podstawowej, a następnie w jezuickim Belvedere-College i w Blackrock-College. Po ukończeniu nauki pracował w Ministerstwie Finansów. Był również osobistym sekretarzem prezydenta Irlandii. 7 września 1921 roku założył stowarzyszenie Legion Maryi. Zmarł w opinii świętości w wieku 91 lat. W 1996 kardynał Desmond Connell przedstawił wniosek o kanonizację Duffa.